# März-Ereignisse 1918 in Aserbaidschan
Die März-Ereignisse bezeichnen einen ethnischen Konflikt und Massenmorde an der aserbaidschanischen Bevölkerung, die sich vom 30. März bis zum 3. April 1918 in Baku und anderen Gebieten Aserbaidschans ereignet haben. Innerhalb dieser drei Tage wurden etwa 12.000 Aserbaidschaner aufgrund ihrer Religions- und Volkszugehörigkeit getötet. Der nationale Gedenktag für verstorbene Aserbaidschaner findet seit 1918 jedes Jahr am 31. März statt.
Der Wissenschaftliche Dienst des Deutschen Bundestages kam nach einer Untersuchung zu dem Ergebnis, dass nach derzeitigem Forschungsstand nur wenige Quellen zu den März-Ereignissen von 1918 auffindbar sind. In der Fachliteratur und Publizistik gibt es unterschiedliche Schilderungen zu den Ereignissen, Vorgängen und Opferzahlen was eine verlässliche Darstellung erschwert.

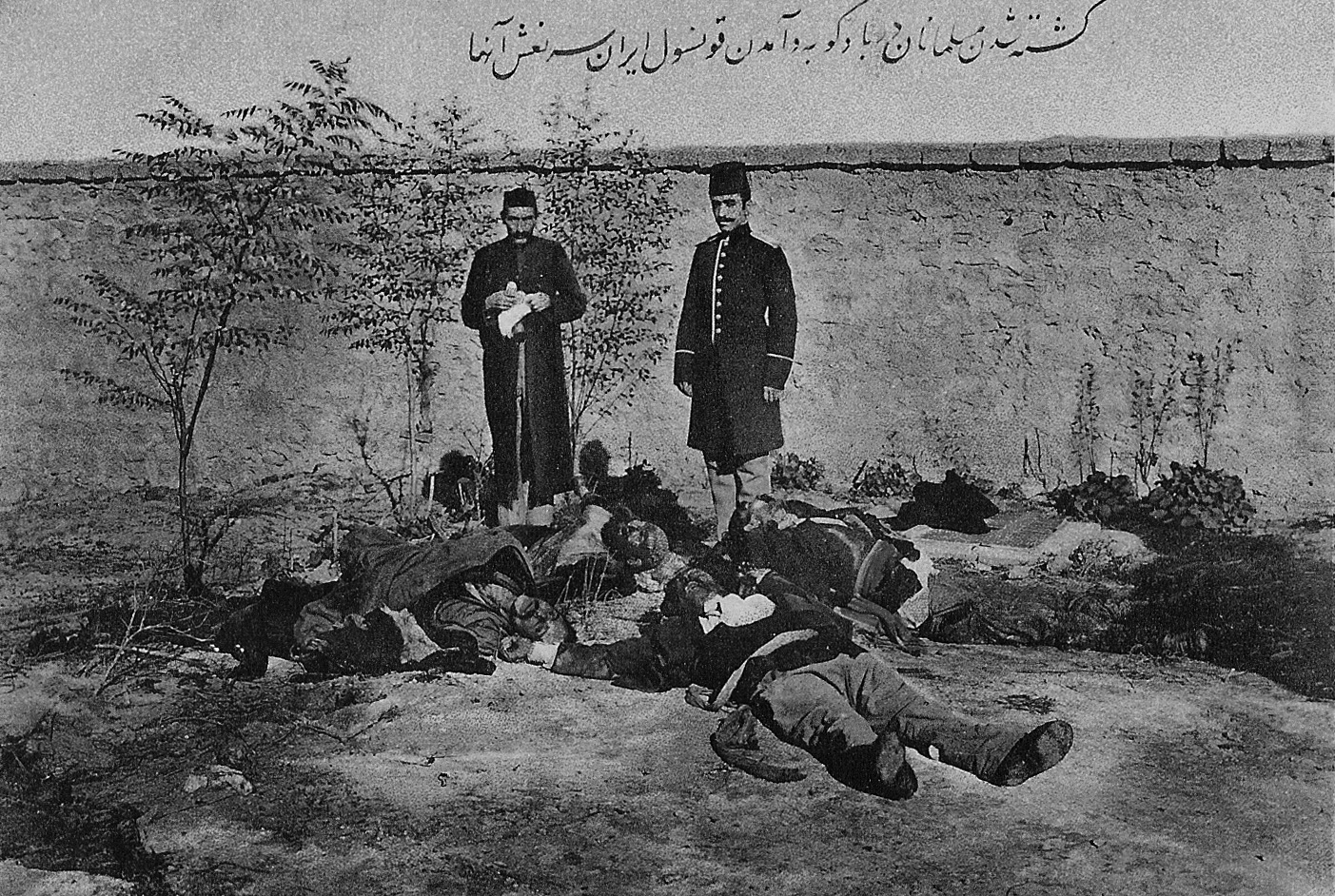
Iranische Postkarte vom Iranischen Konsul Vezare-Maragai aus Baku mit den persischen Text: „Die Vernichtung der Muslime in Baku.“ Der iranische Konsul steht vor den muslimischen Opfern in Baku nach den Märztagen 1918.

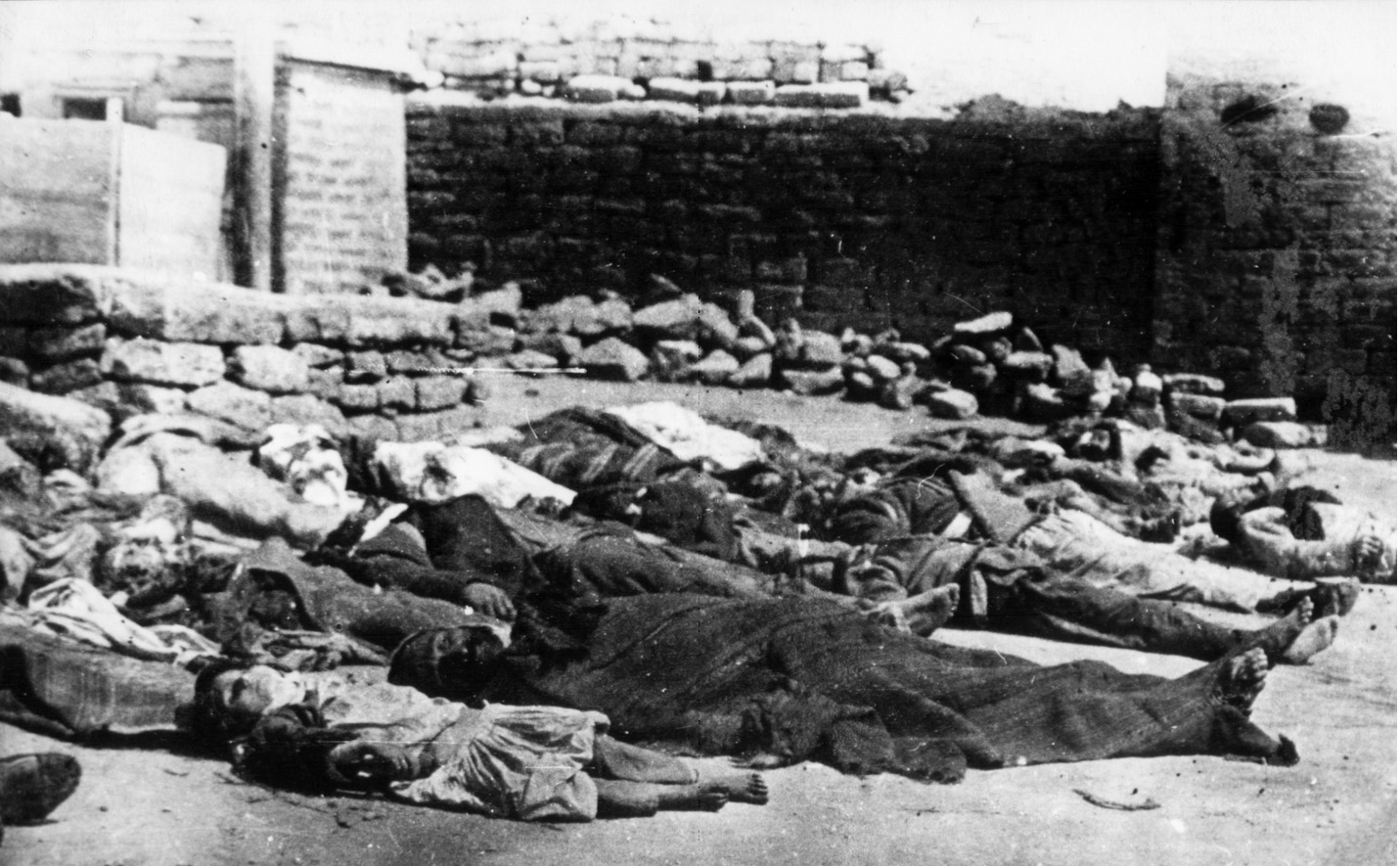
Aserbaidschanische Opfer in Baku

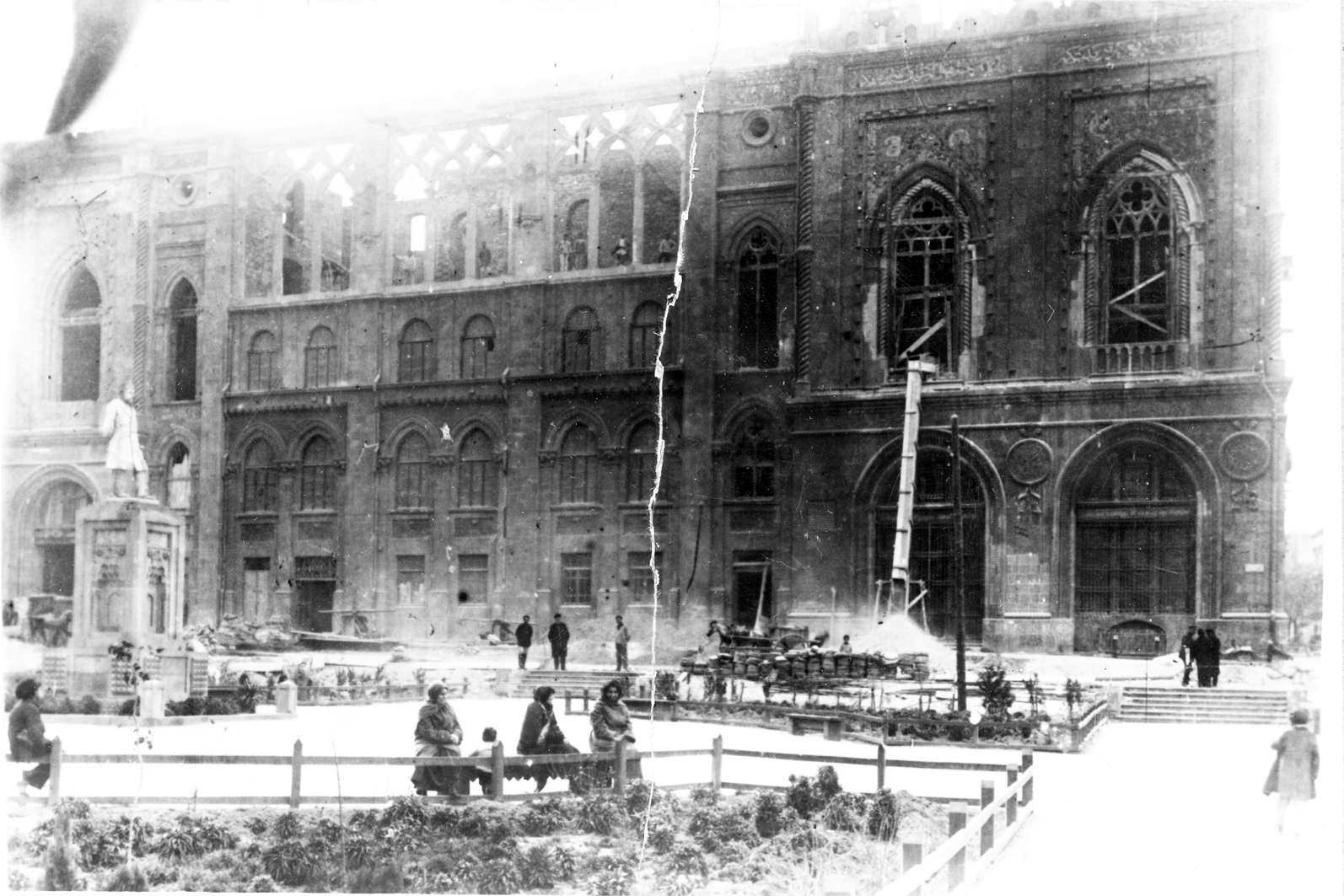
Der Ismailiyya-Bau brannte während der Märztage 1918 vollkommen aus

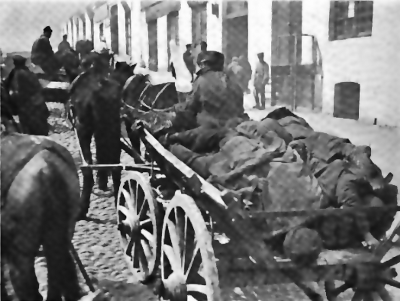
Die Toten der März-Ereignisse werden aus Baku weggefahren

## Vorgeschichte
Im Jahre 1917 übernahmen in der Folge der Oktoberrevolution die sowjetischen Bolschewiki unter der Führung von Stepan Schahumjan die Kontrolle über den Bezirk von Baku und errichteten die Kommune von Baku. Armenische Kämpfer kamen im Herbst 1917 nach Karabach, zerstörten mehr als 100 aserbaidschanische Siedlungen und töteten über 7.000 Menschen. Bereits im Januar des Jahres 1918 gab es Konflikte zwischen armenischen Nationalisten und der aserbaidschanischen Bevölkerung. Jedoch konnten Diplomaten wie Məhəmməd Əmin Rəsulzadə und Nariman Narimanov zunächst schlichten. Durch Errichtung der Kommune gab es Auseinandersetzungen zwischen Rəsulzadəs Gleichheitspartei und den Kommunisten unter Schahumjan.
Am 9. März 1918 kam das aserbaidschanische Regiment unter der Führung von General Talischinski in Baku an, um am 27. März bei der Beisetzung Muhammad Taghiyevs, des Sohnes von Zeynalabdin Taghiyev, teilzunehmen, der wenige Tage zuvor in der Stadt Lənkəran durch sowjetisch-armenische Truppen getötet worden war. Wenige Tage vor der Ankunft des Generals Talischinski in Baku bekam Stepan Schahumjan dieses Telegramm von Lenin:
Sehr geehrter Genosse Schahumjan,
ich bedanke mich für ihren Brief. Ihre Politische Einstellung macht uns eine Ehre. Sie müssen die jetzige Situationen meistern und diplomatisch reagieren. Wir sind uns sicher, dass wir am Ende auf der Siegerstraße sind. Die Schwierigkeiten waren unvorhersehbar, aber wir kamen, dank Zerstreutheit der Imperialisten, sehr weit mit unserer gemeinsamen Politik. Versuchen Sie die Konflikte lieber mit Diplomatie zu regeln, denn sie ist momentan Ihre einzige Hoffnung.
Mit freundlichen Grüßen,
V.Ulyanov (Lenin)
Wegen der Inhaftierung kam es zu Demonstrationen der aserbaidschanischen Bevölkerung gegen die sowjetische Führung, die schließlich zu bewaffneten Auseinandersetzungen in Baku und anderen Städten führten. Sie dauerten vom 30. März bis zum 3. April 1918 und werden als „März-Ereignisse“ bezeichnet.

## Ablauf der Ereignisse
Am 30. März 1918 eröffneten die mit den Bolschewisten verbündeten Daschnaken-Gruppen an der armenischen Kirche in Baku das Feuer auf Muslime. Am 31. März wurden die aserbaidschanischen Viertel „Ziegelei“, „Məmmədli“ und andere mit Fliegern aus der Luft und vom Kaspischen Meer aus von sowjetischen Kampfschiffen bombardiert. Die Daschnaken hatten die sowjetischen Einheiten davon überzeugt, dass die Aserbaidschaner in diesen Vierteln und in der Altstadt Russen getötet hätten. Armenische Nationalisten plünderten die Häuser und brannten sie nieder. Viele aserbaidschanische Schulen, Bibliotheken und kulturelle Einrichtungen wurden an diesen Tagen zerstört. Während des Angriffs auf die Altstadt von Baku İçəri Şəhər zerstörten die bewaffneten Gruppen, die sich „Revolutionäre Verteidigung“ nannten, unter der Führung von Anastas Mikojan 
Bauwerke wie die „Ismailliyä“, die Redaktionsbüros von Offenes Wort,  Kaspi, Baku  sowie die Türme der Tezepir-Moschee mit Hilfe von Kanonen, und sie töteten viele Zivilisten. In Baku kamen mehr als 15.000 Menschen ums Leben.
Nachdem die Massaker an der aserbaidschanischen Bevölkerung in Baku annähernd beendet waren, wurden sie am 3. April in der Region Şamaxı bis zum 16. April fortgesetzt. Bereits im Januar waren armenische Verbände nach Şamaxı versandt worden, im März folgten weitere, sodass insgesamt 2.000 Soldaten in der Region waren. Mit Hilfe von in der Region ansässigen armenischen, molokanischen und russischen Dorfbewohnern wurden in Schmachi 58 Dörfer zerstört. Mehr als 8.000 Menschen wurden bei diesen Angriffen umgebracht, davon 1.653 Frauen und 965 Kinder. Hunderte wurden vermisst. In der Region Quba wurden unter dem armenischen Gruppenführer Hamazasp 122 Dörfer niedergebrannt und deren Einwohner getötet. Auch in Xaçmaz, Lənkəran, Hacıqabul, Salyan, Sangesur, Nachitschewan und anderen aserbaidschanischen Gebieten kam es zu Massenmorden. Später vereinten sich die armenischen Gruppen mit den in Karabach lebenden Armeniern und griffen weitere Städte und Regionen an, wie Gəncə, Şəki, Yevlax.
Die beteiligten armenischen Gruppen bezeichneten sich als „Rote Wachen“. Sie bestanden aus insgesamt 10.000–12.000 bewaffneten Söldnern, die wiederum in kleinere Gruppen mit eigenen jeweiligen Gruppenbezeichnungen unterteilt waren. Davon waren 70–80 % armenische Nationalisten. Nebenbei brachte die Daschnaken-Partei fast 7.000 Armenier aus dem Hinterland nach Baku, um sie zu bewaffnen und Morde an Muslimen zu begehen.
Der Hauptorganisator dieser Massenmorde, Stepan Schahumjan, schrieb am 13. April 1918 in einem Brief an das Zentralkomitee der Russischen Sozialistischen Föderativen Sowjetrepublik: 

„Wir haben den nicht gegebenen Angriff des Gegners als ein Scheinangriff für unsere Soldaten in den ersten Reihen verbreitet um den Angriff unsererseits zu rechtfertigen. Diese bestanden aus etwa sechstausend Streitkräften […] Hinzu kamen mehr als viertausend Söldner, die die Daschnaken-Partei zur Verfügung stellte, die auch unter meinem Befehl standen. Der Entwicklung des von uns geplanten Bürgerkrieges müssten wir einen nationalen Charakter geben, um die nationale Vernichtungen zu verwirklichen, welchen Umstand wir nicht ablehnen konnten. Wir spielten bewusst mit dem nationalen Charakter, um unsere Ziele zu erreichen.“

## Nachwirkungen
Am 27. Mai 1918 wurde Georgien unabhängig, am 28. Mai erklärten Aserbaidschan und Armenien ihre Unabhängigkeit. Wegen der unklaren Festlegung der Grenzen zeichneten sich sofort neue Konflikte zwischen Aserbaidschan und Georgien ab. Die umstrittenen Gebiete, die Gouvernements Baku und Gəncə, machten dabei zwei Drittel Aserbaidschans aus. 
Ein Jahr nach den Geschehnissen wurden die Vorfälle in armenischen Medien als Konflikt zwischen den Muslimen und der sowjetischen Führung dargestellt. Im Sommer 1919, nachdem der amerikanische General James Harbord nach Baku als internationaler Beobachter kam, wurde ihm ein Bericht des armenischen Bischofs Baqrat vorgelegt, der vollständig die armenische Beteiligung und Mitwirkung bei diesen Ereignissen abstritt. Über die Hälfte der Toten wurden als armenische Opfer dargestellt. 
Nach der Einnahme Bakus durch osmanische und aserbaidschanische Truppen im September 1918 richteten diese ein Massaker an den dortigen Armeniern an, das von einigen Historikern als Racheaktion mit den März-Ereignissen in Verbindung gebracht wird.